# Merhippolyte calmani
Merhippolyte calmani is een garnalensoort uit de familie van de Hippolytidae. De wetenschappelijke naam van de soort is voor het eerst geldig gepubliceerd in 1912 door Kemp & Sewell.